# Liste der olympischen Medaillengewinner aus Kamerun
Das Comité National Olympique et Sportif du Cameroun wurde 1963 vom Internationalen Olympischen Komitee aufgenommen.

## Medaillenbilanz
Bislang konnten 22 Sportler aus Kamerun sechs olympische Medaillen bei den Sportwettbewerben erringen. Insgesamt konnten die Sportler des Landes drei Gold-, eine Silber- und zwei Bronzemedaille gewinnen.
| Kamerun bei den Olympischen Sommerspielen                                      | Kamerun bei den Olympischen Sommerspielen | Kamerun bei den Olympischen Sommerspielen | Kamerun bei den Olympischen Sommerspielen | Kamerun bei den Olympischen Sommerspielen | Kamerun bei den Olympischen Sommerspielen |      | Kamerun bei den Olympischen Winterspielen | Kamerun bei den Olympischen Winterspielen | Kamerun bei den Olympischen Winterspielen | Kamerun bei den Olympischen Winterspielen | Kamerun bei den Olympischen Winterspielen | Kamerun bei den Olympischen Winterspielen |
| Jahr                                                                           | Gold                                      | Silber                                    | Bronze                                    | Gesamt                                    | Rang                                      | Jahr | Gold                                      | Silber                                    | Bronze                                    | Gesamt                                    | Rang                                      |                                           |
| 1964                                                                           | 0                                         | 0                                         | 0                                         | 0                                         |                                           |      | 1964                                      | –                                         | –                                         | –                                         | –                                         | –                                         |
| 1968                                                                           | 0                                         | 1                                         | 0                                         | 1                                         | 39                                        |      | 1968                                      | –                                         | –                                         | –                                         | –                                         | –                                         |
| 1972                                                                           | 0                                         | 0                                         | 0                                         | 0                                         |                                           |      | 1972                                      | –                                         | –                                         | –                                         | –                                         | –                                         |
| 1976                                                                           | 0                                         | 0                                         | 0                                         | 0                                         |                                           |      | 1976                                      | –                                         | –                                         | –                                         | –                                         | –                                         |
| 1980                                                                           | 0                                         | 0                                         | 0                                         | 0                                         |                                           |      | 1980                                      | –                                         | –                                         | –                                         | –                                         | –                                         |
| 1984                                                                           | 0                                         | 0                                         | 1                                         | 1                                         | 43                                        |      | 1984                                      | –                                         | –                                         | –                                         | –                                         | –                                         |
| 1988                                                                           | 0                                         | 0                                         | 0                                         | 0                                         |                                           |      | 1988                                      | –                                         | –                                         | –                                         | –                                         | –                                         |
| 1992                                                                           | 0                                         | 0                                         | 0                                         | 0                                         |                                           |      | 1992                                      | –                                         | –                                         | –                                         | –                                         | –                                         |
| 1996                                                                           | 0                                         | 0                                         | 0                                         | 0                                         |                                           |      | 1994                                      | –                                         | –                                         | –                                         | –                                         | –                                         |
| 2000                                                                           | 1                                         | 0                                         | 0                                         | 1                                         | 49                                        |      | 1998                                      | –                                         | –                                         | –                                         | –                                         | –                                         |
| 2004                                                                           | 1                                         | 0                                         | 0                                         | 1                                         | 54                                        |      | 2002                                      | 0                                         | 0                                         | 0                                         | 0                                         |                                           |
| 2008                                                                           | 1                                         | 0                                         | 0                                         | 1                                         | 52                                        |      | 2006                                      | –                                         | –                                         | –                                         | –                                         | –                                         |
| 2012                                                                           | 0                                         | 0                                         | 1                                         | 1                                         | 78                                        |      | 2010                                      | –                                         | –                                         | –                                         | –                                         | –                                         |
| 2016                                                                           | 0                                         | 0                                         | 0                                         | 0                                         |                                           |      | 2014                                      | –                                         | –                                         | –                                         | –                                         | –                                         |
| 2020                                                                           | 0                                         | 0                                         | 0                                         | 0                                         |                                           |      | 2018                                      | –                                         | –                                         | –                                         | –                                         | –                                         |
| 2024                                                                           | 0                                         | 0                                         | 0                                         | 0                                         |                                           |      | 2022                                      | –                                         | –                                         | –                                         | –                                         | –                                         |
| Gesamt                                                                         | 3                                         | 1                                         | 2                                         | 6                                         |                                           |      | Gesamt                                    | 0                                         | 0                                         | 0                                         | 0                                         |                                           |
| \| \| Gold \| Silber \| Bronze \| Gesamt \| \| Ges. S+W \| 3 \| 1 \| 2 \| 6 \| |                                           |                                           |                                           |                                           |                                           |      |                                           |                                           |                                           |                                           |                                           |                                           |
|                                                                                | Gold                                      | Silber                                    | Bronze                                    | Gesamt                                    |                                           |      |                                           |                                           |                                           |                                           |                                           |                                           |
| Ges. S+W                                                                       | 3                                         | 1                                         | 2                                         | 6                                         |                                           |      |                                           |                                           |                                           |                                           |                                           |                                           |

## Medaillengewinner

### Olympische Sommerspiele

#### Boxen
- Joseph Bessala
Mexiko-Stadt 1968: Silbermedaille „63,5-67 Kilogramm Männer“
- Martin N’Dongo
Los Angeles 1984: Bronzemedaille „57-60 Kilogramm Männer“

#### Fußball
- Nicolas Alnoudji
Sydney 2000: Goldmedaille „Fußball Männer“
- Clement Beaud
Sydney 2000: Goldmedaille „Fußball Männer“
- Serge Branco
Sydney 2000: Goldmedaille „Fußball Männer“
- Patrick M’Boma
Sydney 2000: Goldmedaille „Fußball Männer“
- Joël Epalle
Sydney 2000: Goldmedaille „Fußball Männer“
- Samuel Eto’o
Sydney 2000: Goldmedaille „Fußball Männer“
- Patrice Abanda
Sydney 2000: Goldmedaille „Fußball Männer“
- Idriss Carlos Kameni
Sydney 2000: Goldmedaille „Fußball Männer“
- Daniel Ngom Kome
Sydney 2000: Goldmedaille „Fußball Männer“
- Lauren Etame Mayer
Sydney 2000: Goldmedaille „Fußball Männer“
- Modeste M’Bami
Sydney 2000: Goldmedaille „Fußball Männer“
- Serge Mimpo
Sydney 2000: Goldmedaille „Fußball Männer“
- Daniel Bekono
Sydney 2000: Goldmedaille „Fußball Männer“
- Aaron Nguimbat
Sydney 2000: Goldmedaille „Fußball Männer“
- Geremi Njitap
Sydney 2000: Goldmedaille „Fußball Männer“
- Pierre Womé
Sydney 2000: Goldmedaille „Fußball Männer“
- Patrick Suffo
Sydney 2000: Goldmedaille „Fußball Männer“
- Albert Meyong Zé
Sydney 2000: Goldmedaille „Fußball Männer“

#### Gewichtheben
- Madias Nzesso
London 2012: Bronzemedaille „Klasse bis 75 kg“

#### Leichtathletik
- Françoise Mbango Etone
Athen 2004: Goldmedaille „Dreisprung Frauen“
Peking 2008: Goldmedaille „Dreisprung Frauen“

### Olympische Winterspiele
Bisher gibt es noch keine Olympiamedaillengewinner bei den Olympischen Winterspielen aus Kamerun.